# 博多みれん
「博多みれん」（はかたみれん）は、1971年5月1日に日本グラモフォン（現・ユニバーサル ミュージック ジャパン）から発売された野口五郎のデビュー・シングルである。

## 解説
- デビュー当初は演歌歌手であった。キャッチフレーズは「かわいらしい演歌ホープ[2]」。
- この曲は殆どヒットしなかったものの、次のシングル「青いリンゴ」ではアイドル路線へと大きく変わった。後にデビューする西城秀樹（「恋する季節」）・郷ひろみ（「男の子女の子」）とともに新御三家と呼ばれるようになる。

## 収録曲
- 両楽曲共に、作曲：荒井英一／編曲：竹村次郎

1. 博多みれん（3分17秒）
作詞：鳳司哲夫／補作詞：大日方俊子
2. ひとり雨（3分53秒）
作詞：大日方俊子